# Virgen de la Leche (Catedral de Orense)
La Virgen de la Leche es una obra anónima realizada aproximadamente entre 1308 y 1320.: 408  Está ubicada en la Catedral de Orense (Galicia, España).

## Historia
Hacia finales del siglo xiii un grupo de escultores procedentes de la Catedral de Burgos se estableció en Orense para trabajar en la Claustra Nova de la seo, donde estuvo emplazada originalmente la Virgen de la Leche, hoy ubicada en la Capilla de San Juan; este grupo acabaría convirtiéndose en el primer taller en alcanzar un sello de carácter regional y expandiría su estilo por casi toda la geografía gallega mediante piezas talladas en granito, superficie de gran dureza en comparación con otros materiales, como la piedra caliza. Estos artistas impondrían sus modelos en la escultura gallega en la primera mitad del siglo xiv, destacando el resurgir de algunos focos aislados en la segunda mitad de la centuria e incluso a comienzos del siglo xv. Particularmente, el estilo desarrollado en Orense deriva de las imágenes presentes en la portada sur del crucero de la Basílica de Saint-Denis a través de las esculturas ubicadas en el claustro de la catedral burgalesa, piezas fechadas en torno a 1260-1270.: 584–901  Los escultores trasladaron a Orense el estilo de corte monumental de las imágenes con paños acartonados, pliegues con forma triangular y quebraduras geométricas, aunque cabe destacar que los artistas llegados a la capital auriense no eran los mejores puesto que se aprecian diferencias notables entre las obras burgalesas y las orensanas, dato comprobable si se compara la talla burgalesa de peor calidad (la Sibila profetisa, ubicada en el claustro alto de la catedral) con la imagen orensana más lograda (el Ángel trompetero, conservado en la Capilla de San Juan).: 108–110 
Este elevado descenso de calidad hace suponer que los escultores que se asentaron en Orense aprendieron el oficio mediante el estudio de un libro de modelos donde figurarían textos e imágenes que les servirían de ayuda a la hora de establecer las formas y trazar diagramas geométricos sobre las figuras, lo que daría lugar a esculturas de peor acabado pero dotadas de un estilo muy personal ya que estas tallas vendrían a ser, en palabras de Serafín Moralejo Álvarez, una suerte de «bocetos con su andamiaje incorporado a su resultado final».: 31  De este modo el taller asentado en la capital orensana pudo satisfacer la demanda artística a lo largo de los años puesto que si en la Catedral de Burgos el estilo del taller pasó de moda al concluir la construcción de las dos plantas del claustro, la Capilla de Santa Catalina y la labra de los sarcófagos del panteón real del Monasterio de las Huelgas, en Orense alcanzó un extenso desarrollo. Sumado a esto, los artistas burgaleses enseñaron su quehacer a sus homólogos gallegos, quienes con el tiempo se irían desplazando en grupos por toda Galicia para ejercer su labor en la construcción de templos y estancias conventuales de órdenes mendicantes, en las obras de ampliación de algunas catedrales, monasterios e iglesias parroquiales; y en la labra de altares, esculturas, etc. Gracias a esto se formarían unas tipologías arquitectónicas innovadoras a nivel regional a la vez que se difundirían unos determinados repertorios iconográficos tanto religiosos como profanos que gozarían de gran popularidad hasta muy avanzado el siglo xv, siendo uno de los más novedosos el concerniente a la iconografía de la Virgen de la Leche. De las tres etapas de producción de este tipo de obras, la escultura orensana se encuadra en la segunda (c. 1300-1325), época en que se labró también el sepulcro episcopal de la capilla mayor de la seo (sepulcro del obispo desconocido), en el que figura otra Virgen de la Leche en el fondo del tímpano.: 110–111 

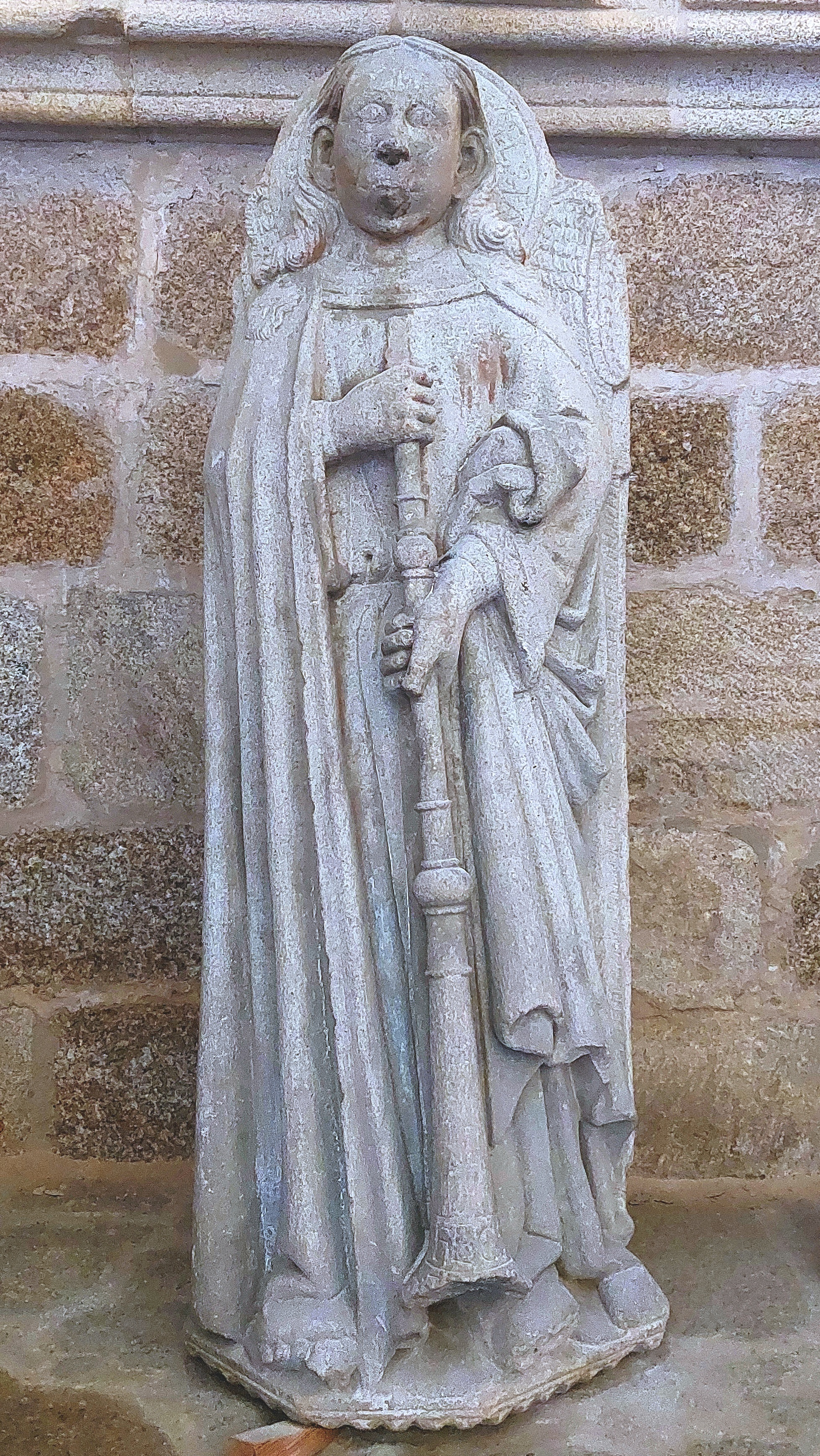
Ángel trompetero (anónimo, c. 1308-1320). Catedral de Orense.

Cabe destacar que en esta época varios canteros del taller asentado en Orense se trasladaron a Santiago de Compostela para tallar la imagen yacente del abad Fagildo en el Monasterio de San Pelayo de Antealtares, el tímpano de la Iglesia de San Félix de Solovio, la Virgen de la Leche pinjante de la Iglesia de Santa María Salomé, las capillas abiertas de los hastiales del crucero de la iglesia del Monasterio de Bonaval y la Virgen de la Leche de Conxo, aparecida en el lecho del río Sar en 2020 y depositada en el Museo de las Peregrinaciones y de Santiago. Otro grupo de artistas de este mismo taller, más capacitado que el anterior, partiría rumbo a Pontevedra para trabajar en el Convento de San Francisco y también a Lugo para ofrecer sus servicios en la catedral, donde reemplazaron la cabecera románica por una gótica de mayores dimensiones con girola además de tallar la famosa Virgen de los Ojos Grandes. De los dos modelos de la Virgen de la Leche introducidos por los canteros en la segunda etapa, tanto la Virgen de la Leche de la Claustra Nova como la Virgen de la Leche del sepulcro de la capilla mayor de la seo orensana pertenecen al primero, fechado hacia la segunda década del siglo xiv; este prototipo se difundiría en Compostela con la Virgen de la Leche de Santa María Salomé y la Virgen de la Leche de Conxo, y en Lugo con la Virgen de los Ojos Grandes. Por su parte, el segundo modelo cuenta con su máximo exponente en la Virgen de la Leche del  Monasterio de Santa María la Real de Osera,: 111  destacando a su vez las imágenes conservadas en la Capilla de San Sebastián de O Formigueiro (Trasalva), la capilla funeraria de los Deza en la Iglesia de San Pedro de Ansemil, la Iglesia de San Pedro Fiz en Hospital (Incio) y el Convento de Santo Domingo de La Coruña.: 121 
Pese a su proliferación en el ámbito escultórico, es en la literatura donde se hallan las primeras referencias en tierras castellanas; una de las más antiguas en mencionar a la Virgen de la Leche se encuentra en la Cantiga 442 de la obra de Alfonso X Cantigas de Santa María (c. 1270-1282):

Esta e de cómo María rogue por nos a seu Fillo eno día do Juyzio.

U verrá na carne / que quis fillar de ti, Madre,
joïgá-lo mundo / cono poder de séu Padre.
Madre de Déus, óra / por nós téu Fill’ essa hóra.

E u el a todos / parecerá mui sannudo,
entôn fas-ll’ enmente / de como foi concebudo.
Madre de Déus, óra / por nós téu Fill’ essa hóra.

E en aquel día, / quand’ ele for mais irado,
fais-lle tu emente / com’ en ti foi enserrado.
Madre de Déus, óra / por nós téu Fill’ essa hóra.

U verás dos santos / as compannas espantadas,
móstra-ll’ as tas tetas / santas que houv’ el mamadas.
Madre de Déus, óra / por nós téu Fill’ essa hora.: 119–120 
Esta es de cómo María ruega por nosotros a su Hijo en el día del Juicio.

Cuando vendrá en la carne / que quiso tomar de ti, Madre,
A juzgar al mundo / con el poder de su Padre.
Madre de Dios, ora / por nosotros A tu Hijo en esa hora.

Y cuando a todos / parecerá muy sañudo,
Entonces recuérdale / cómo fue concebido.
Madre de Dios, ora / por nosotros A tu Hijo en esa hora.

Y en aquel día / cuando estuviere más airado,
Recuérdale / cómo en ti fue encerrado.
Madre de Dios, ora / por nosotros A tu Hijo en esa hora.

Cuando verás de los santos / las compañías espantadas,
 Muéstrale las tetas / santas que hubo mamado.
Madre de Dios, ora / por nosotros A tu Hijo en esa hora.

## Descripción
La imagen es de bulto redondo y muestra a María coronada y de pie en una pose frontal mirando al espectador mientras sostiene al niño con su brazo izquierdo. Con la mano derecha descubre la túnica que lleva puesta para dejar al desnudo su seno derecho al tiempo que lo sujeta como si lo estuviese oprimiendo. El infante, cuya cabeza está asusente, figura de perfil al espectador y aparece posando su mano izquierda sobre el pecho de su madre mientras lo aprieta con los dedos pulgar e índice a la vez que bendice con la mano derecha. Los pliegues de los ropajes son ampulosos y crean un juego de dobleces en la caída a la altura del calzado, destacando un cuello robusto, cabellos largos con mechones ondulados asomando por el velo que cubre la cabeza, y la corona, consistente en un aro orlado con cabujones que, aunque mutilada, exhibía probablemente cuatro flores treboladas ya que el taller copió este modelo de las estatuas del rey Fernando III y sus cuatro hijos emplazadas en el claustro alto de la Catedral de Burgos, apreciándose también estas coronas en las Vírgenes de la Leche de Santiago.: 111  En cuanto a similitudes con otras imágenes, destaca su parecido en las formas, el rostro de María, la pose del niño y la indumentaria con la Virgen de la Leche de Conxo, mientras que en lo relativo a la cercanía entre madre e hijo resulta llamativa su similitud con la Virgen con el Niño del sepulcro de Pedro Yáñez de Novoa,: 131  ubicado en la nave de la epístola de la catedral orensana, guardando a su vez gran semejanza en los acabados con la talla de Santa Eufemia conservada en el Museo Arqueológico Provincial de Orense.
En lo tocante a la simbología, íntimamente ligada con la leyenda de la lactatio de San Bernardo,: 402  el hecho de que la Virgen figure exhibiendo uno de sus senos la convierte en intercesora para implorar a su hijo por la salvación de las almas de los difuntos ya que se considera a María como mediadora en el Juicio Final ante Cristo. Pese a que la imagen se conserva exenta, es altamente probable que estuviese ubicada originalmente en una estancia reservada al enterramiento de dignidades eclesiásticas del mismo modo que la otra Virgen de la Leche ubicada en la seo y las dos imágenes homónimas conservadas en el Museo de Pontevedra además de la custodiada en Conxo. A mayores, este prototipo posiciona a la Virgen como quien alimenta a los cristianos, ofreciendo sus pechos la lactancia mística de los fieles; María se alza como la madre que nutre a los creyentes del mismo modo que una vez alimentó a Cristo, motivo por el que tanto la talla orensana como las demás se dirigen directamente al espectador (esto ha llevado a que la leche de la Virgen, de la que se conservan varias reliquias, sea considerada milagrosa al atribuírsele supuestos poderes curativos).: 118–119  Por último, la advocación de la Virgen de la Leche era considerada también protectora de los enfermos y desamparados; no muy lejos de la catedral se hallaba el Hospital de la Trinidad, derribado en 1862 y del que hay constancia desde 1194, si bien en este aspecto las más destacadas son las Vírgenes de la Ermita de Nuestra Señora de Oca (hoy en la Iglesia de Santiago Apóstol de Villafranca Montes de Oca) y de Santa María Salomé.: 120 

## Legado
La Virgen de la Leche se erige como una de las imágenes más antiguas de la catedral y como uno de los primeros ejemplares de esta iconografía mariana en Galicia junto con la Virgen de la Leche del sepulcro del obispo desconocido, piezas que tendrían una gran influencia en obras posteriores.: 118 : 402  Así mismo, destaca por ser una de las dos Vírgenes de la Leche que se conservan en la catedral auriense a la vez que constituye un vestigio de la Claustra Nova, una de las áreas más importantes de la seo, siendo por otro lado una de las tan solo seis Vírgenes de la Leche del primer modelo iconográfico de la segunda etapa de los talleres orensanos que se conservan en Galicia, siendo las otras la del sepulcro del obispo desconocido, la de la Catedral de Lugo, la de Villafranca Montes de Oca, la de Santa María Salomé y la de Conxo.: 142 